# Boeing Phantom Eye
Boeing Phantom Eye – amerykański bezzałogowy aparat latający (ang. Unmanned Aerial Vehicle – UAV) opracowany przez firmę Boeing. Maszyna ma charakteryzować się bardzo dużą długotrwałością lotu rzędu 96 godzin. Aby osiągnąć taką wartość w aparacie zastosowano dwa silniki napędzane paliwem wodorowym oraz zastosowano skrzydła o bardzo dużej rozpiętości.

## Historia
Po raz pierwszy publicznie zaprezentowano aparat na konferencji w Saint Louis 12 lipca 2010 roku. Maszyna swoim rodowodem sięga innego produktu Boeinga, aparatu Boeing Condor, którego konstrukcja również pozwalała mu na przebywanie w powietrzu przez bardzo długi czas. Phantom Eye jest produktem ośrodka badawczo-rozwojowego wytwórni, Boeing Phantom Works. Początkowo oblot prototypu planowano na początek 2011 roku jednak odbył się dopiero 1 czerwca 2012 roku. Wcześniej aparat przeszedł program próby i badań na terenie Centrum Badania Lotu imienia Neila A. Armstronga (wówczas Hugh L. Dryden Flight Research Facility), który zakończony został w kwietniu 2012 roku. Dziewiczy lot nie odbył się bez przeszkód. Maszyna wystartowała o 6:22 lokalnego czasu z lotniska ośrodka Drydena. Lot trwał 28 minut, podczas których Phantom Eye osiągnął maksymalną prędkość około 115 km/h i pułap 1200 metrów. Niestety podczas lądowania na dnie suchego jeziora doszło do poważnego uszkodzenia podwozia maszyny, z powodu którego wstrzymano dalszy program badań w locie. Phantom Eye nie jest docelowym aparatem a jedynie 60% demonstratorem mającym służyć jedynie jako obiekt badawczy zastosowanych w nim technologii. Docelowa maszyna ma być zdolna do lotów trwających siedem dni z ładunkiem użytecznym rzędu 900 kg lub dziesięć dni z ładunkiem 500 kg.

## Konstrukcja
Phantom Eye jest wolnonośnym górnopłatem napędzanym dwoma, turbodoładowywanymi tłokowymi silnikami Forda o pojemności 2,3 l i mocy 150 KM każdy, zamontowanymi w gondolach umieszczonych nad płatami. Skrzydła o bardzo dużym wydłużeniu. Usterzenie klasyczne. W kadłubie umieszczone zostały dwa zbiorniki wodoru po 450 kg każdy.